# Костюк, Руслан Васильевич
Руслан Васильевич Костюк (род. 29 октября 1972 года, Ленинград) — российский историк и публицист, доктор исторических наук, один из ведущих специалистов по истории и современному состоянию международного левого движения.

## Биография
Окончив среднюю школу, в 1990 году поступил на исторический факультет Ленинградского государственного университета, который окончил с отличием окончил в 1995 году. С 1995 по 2007 год последовательно работал ассистентом, старшим преподавателем и доцентом на кафедре истории культуры, государства и права Санкт-петербургского государственного электротехнического университета «ЛЭТИ» имени В. И. Ульянова (Ленина).
В конце 1980-х и в 1990-е годы активно участвовал в общественно-политической деятельности. В 1989 году был делегатом учредительного съезда Ленинградского народного фронта. Состоял в Региональном совете Санкт-Петербургской организации Социалистической партии трудящихся. В 1994—2000 годах являлся председателем правления Федерации социалистической молодёжи Санкт-Петербурга. В начале 2000-х годов отошёл от участия в активной общественно-политической деятельности.
С 1995 по 1998 год был аспирантом факультета международных отношений (ФМО) СПбГУ. В мае 1998 года досрочно защитил диссертацию на соискание учёной степени кандидата исторических наук на тему «Внешнеполитические установки Французской коммунистической партии и Социалистической партии Франции в 1970-е гг. Сравнительный анализ». С 2000 по 2003 гг. — докторант ФМО СПбГУ. В октябре 2004 года защитил диссертацию на соискание учёной степени доктора исторических наук на тему «Левые силы Франции и европейское строительство. 1980-е — 1990-е годы». В 2005 году было присвоено учёное звание доцента, в 2013 — учёное звание профессора.
С 2007 года профессор кафедры теории и истории международных отношений ФМО СПбГУ и возглавляет магистерскую программу «История международных отношений (XX—XXI века)». С 2014 года — заместитель заведующего кафедрой теории и истории международных отношений ФМО СПбГУ. Под научным руководством Костюка защищено 4 диссертации на соискание учёной степени кандидата исторических наук.

## Научные интересы
Сфера научных интересов — история и актуальное состояние международного левого движения, деятельность левых сил Франции, внешняя политика стран Романской Европы, политические процессы европейского строительства, феномен транснациональных политических партий в Европе. Выступает как политический эксперт по означенной тематике.
Регулярно публикует аналитические материалы, статьи по современному состоянию зарубежных левых сил в газете «Санкт-Петербургские ведомости», на ресурсах «Sensus Novus», «Рабкор», «В кризис», сотрудничает с англоязычным порталом «Российской газеты» «Russia Direct».

## Работы
Автор более 80 научных и учебно-методических работ Среди них:
- Костюк Р. В. Левые силы Франции и европейское строительство. 1980—1990-е годы // Библиотека европейских исследований. Выпуск 10. — СПб.: изд-во СПбГУ, 2003.
- Акимов Ю. Г., Костюк Р. В., Чернов И. В. Франция в мировом порядке начала XXI века: Учебное пособие. — СПб.: изд-во СПбГУ, 2007.
- Барышников Д. Н., Костюк Р. В., Ткаченко С. Л. Эффективность дипломатии. — СПб.: ВВМ, 2009.
- Костюк Р. В. Внешнеполитические установки Французской коммунистической партии и Социалистической партии (Франции) в 1970-е годы: Сравнительный анализ. — СПб.: изд-во СПбГУ, 2010.